# Paul Schuitema
Paul Schuitema (Groningen, 27 februari 1897 – Amsterdam, 25 oktober 1973) was een Nederlands fotograaf, filmer en grafisch ontwerper. Paul Schuitema heeft samen met Piet Zwart en Gerrit Kiljan gezicht en vorm gegeven aan de Nieuwe Fotografie en Nieuwe Typografie in Nederland.

## Opleiding en stijl
Hij volgde een schilder- en tekenopleiding aan de Academie voor Beeldende Kunsten in Rotterdam en ging vanaf 1925 werken als grafisch- en industrieel ontwerper. Hij ontwierp bijvoorbeeld (stalen-buis) stoelen. Meteen werd zijn grafische werk gekenmerkt door de stijl van de nieuwe zakelijkheid, met het gebruik van schreefloze letters en het monteren van foto’s in zijn reclame-ontwerpen. Ook Piet Zwart en Gerard Kiljan werkten ongeveer op dezelfde manier en hadden veel contact met elkaar. In 1932-33 raakte Paul Schuitema betrokken bij Links Richten en bij de Vereeniging van Arbeiders-Fotografen, waar hij een van de drijvende krachten was. Vanaf 1932 tot 1937 behoorde Emmy Andriesse bij de leerlingen, die samen met Eva Besnyö, Cas Oorthuys en Carel Blazer behoorden tot een nieuwe generatie fotografen die de zogenaamde Nieuwe Fotografie wisten uit te bouwen tot een aanvaardbare verrijking van de fotografie als kunstrichting.

## Ontwerpen

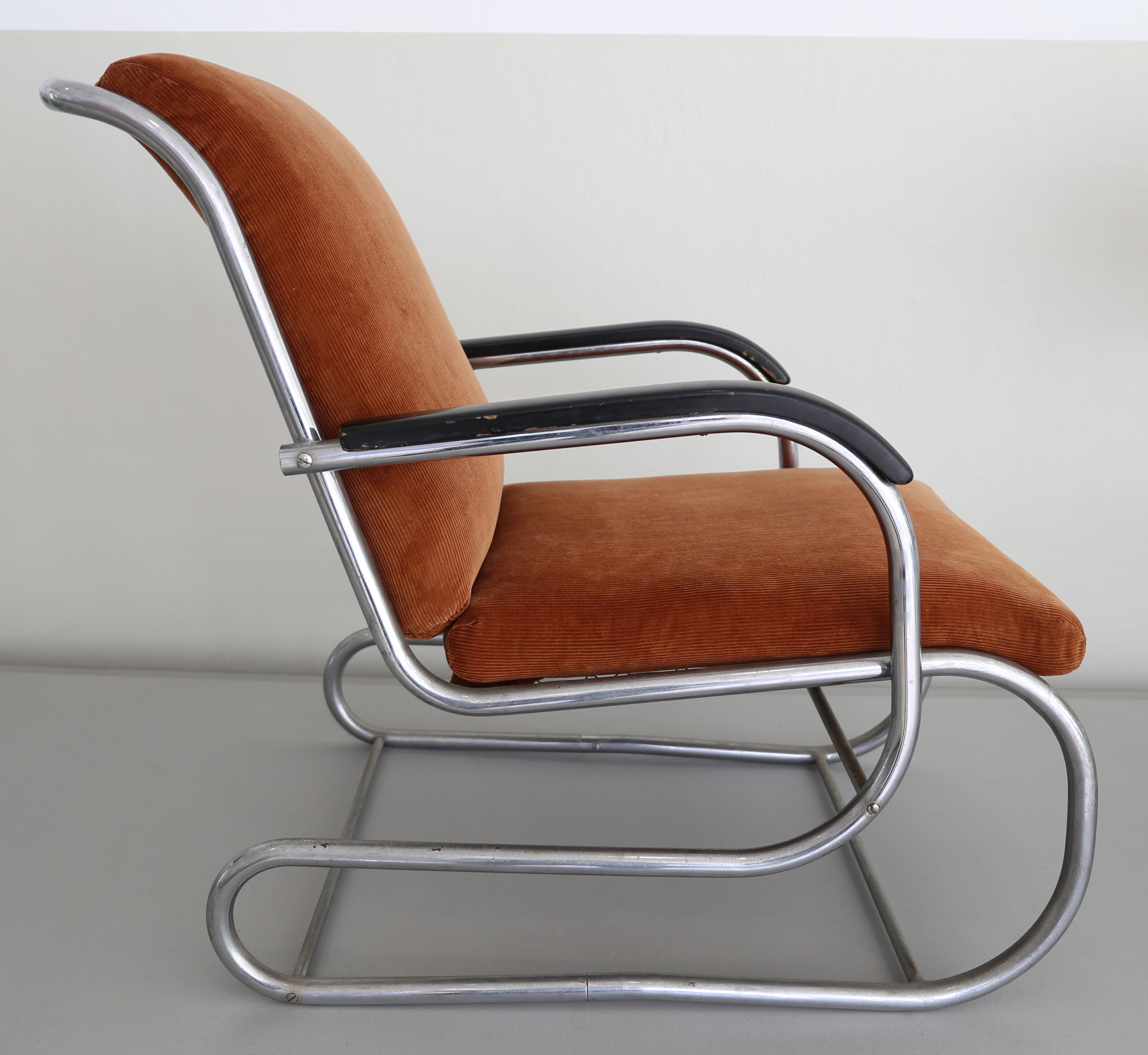
Chair no. 55, 1932

Voor Philips ontwierp Schuitema een brochure en een catalogus voor radiotoestellen van de Nieuwe Symphonische Serie 1937-38. Hij was ook reclameontwerper voor de vleeswarenfabriek P. van Berkel, de fabriek voor weegschalen en snijmachines Mij. Van Berkel's Patent, drukkerij, uitgeverij De Gemeenschap, C. Chevalier, N.V. De Vries Robbé uit Gorinchem, ENCI-Cemij N.V. en de Filmliga. Hij ontwierp ook enige boekbanden.

## Kunstacademie
In 1928 nodigde Piet Zwart zijn collega’s Schuitema en Kiljan uit om werk in te zenden voor de tentoonstelling Film und Foto die in 1929 in Stuttgart werd gehouden.
In 1930 werd bij de Koninklijke Academie van Beeldende Kunsten in Den Haag besloten om op voorstel van de directeur Dr. Ir. J.H. Plantenga en Gerard Kiljan een afdeling reclame bij de Academie te vestigen. In 1932 werd ook Schuitema naast Kiljan als docent aangetrokken. Hij zou het blijven tot 1962.

## Film

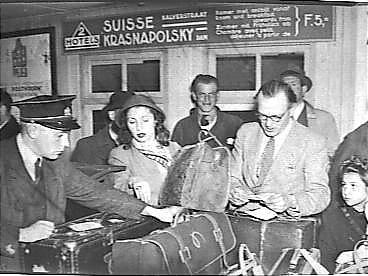
Paul Schuitema met Chaja Goldstein na terugkeer uit Parijs waar ze de film Partizanenlied maakten (Schiphol, 1946)

In de jaren 30 en 40 was Schuitema betrokken bij de Nederlandse film. Tussen 1932 en 1937 werkte hij aan een film over de Maasbruggen. De film werd pas in 1947 in Cannes gepresenteerd: Les Ponts de la Meuse. Tijdens de oorlog schreef hij met Lou Lichtveld, Jan Bouman en Eduard Verschueren een Rapport inzake de stimuleering, ontwikkeling en ordening van het Filmwezen in Nederland (1944).  Met dezelfde collega's richtte hij de "Nederlandse Werkgemeenschap voor Filmproductie" (NWF) op. Schuitema was ook betrokken bij de oprichting van de "Beroepsvereniging van Nederlandse Cineasten".